# Lista bătăliilor purtate de armata romană
Aceasta este o listă de bătălii purtate de Regatul roman, Republica Romană, Imperiul Roman și, parțial, de Imperiul Bizantin. Lista este în ordine cronologică. Lista nu este exhaustivă. Pentru lista completă vezi Listă de bătălii, pentru alte lupte contemporane vezi Listă de bătălii înainte de 601.

## Secolul al VI-lea î.Hr.
- 509 î.Hr. Bătălia de la Silva Arsia - Romanii înfrâng orașele Tarquinia și Veii, conduse de către regele detronat Lucius Tarquinius Superbus.  Unul dintre consulii romani, Lucius Junius Brutus, este ucis în luptă.  În acest an are loc sfârșitul regatului roman și înființarea republicii romane.
- 502 î.Hr. Bătălia de la Pometia - Latinii îi înving pe romani; unul dintre consuli este grav rănit.

## Secolul al V-lea î.Hr.
- 496 î.Hr. Bătălia de lângă lacul Regillus - Aulus Postumius Albus Regillensis îi înfrânge pe Latini, conduși de Tarquinius Superbus.
- 495 î.Hr. Bătălia de la Aricia - Consulul Publius Servilius Priscus îi înfrânge pe Aurunci.
- 482 î.Hr. Bătălia de la Antium -  Volscii îl înfrâng pe consulul Lucius Aemilius Mamercus.
- 482 î.Hr. Bătălia de la Longula - Consulul Lucius Aemilius Mamercus îi înfrânge pe Volsci la o zi după înfrângerea sa din Bătălia de la Antium.
- 480 î.Hr. Bătălia de la Veii (480 î.Hr.) - Consulii Marcus Fabius Vibulanus și Gnaeus Manlius Cincinnatus câștigă cu greutate lupta contra populației din Veius și a aliaților lor, etruscii. Consulul Gnaeus Manlius Cincinnatus și fostul consul Quintus Fabius sunt uciși.
- 477 î.Hr. Bătălia de la Cremera - Toți Fabii, mai puțin Quintus Fabius Vibulanus sunt uciși în lupta cu Veii.
- 477 î.Hr.? Bătălia de la Templul Speranței - Consulul Gaius Horatius Pulvillus încheie nedecis lupta cu etruscii.

- 477 î.Hr. Bătălia de la poartea Colline (477 î.Hr.) - Consulul Gaius Horatius Pulvillus obține o victorie nedecisă contra etruscilor imediat după Bătălia de la Templul Speranței.
- 458 î.Hr. Bătălia de la Mons Algidus - Lucius Quinctius Cincinnatus îi înfrânge pe Aequi.
- 446 î.Hr. Bătălia de la Corbione - Titus Quinctius Capitolinus Barbatus conduce trupele romane la o victorie împotriva Aequi și Volsci.

## Secolul al IV-lea î.Hr.
- 396 î.Hr. - Bătălia de la Veii - Romanii finalizează cucerirea statului etruscilor.
- 390 î.Hr. - Bătălia de lângă Râul Allia - Galii înfrâng pe romani, apoi jefuiesc Roma.
- 342 î.Hr. - Bătălia de la Muntele Gaurus - Generalul roman Marcus Valerius Corvus îi înfrânge pe samniți.
- 341 î.Hr. - Bătălia de la Suessola - Consulul roman Marcus Valerius Corvus îi înfrânge pe samniți încă o dată.
- 339 î.Hr. - Bătălia de la Vesuvius - Romanii, sub comanda lui P. Decius Mus și T. Manlius Imperiosus Torquatus, înfrâng rebeliunea latinilor.
- 338 î.Hr. - Bătălia de la Trifanum - Generalul roman T. Manlius Imperiosus Torquatus îi învinge decisiv pe latini.
- 321 î.Hr. - Bătălia de la Furcile Caudine - Romanii sub comanda lui Spurius Postumius Albinus și T. Verturius Calvinus sunt învinși de samniții conduși de Gaius Pontius.
- 316 î.Hr. - Bătălia de la Lautulae - Romanii sunt învinși de samniți.
- 310 î.Hr. - Bătălia de lângă Lacul Vadimo - Romanii, conduși de dictatorul Lucius Papirius Cursor, îi înving pe etrusci.
- 305 î.Hr. - Bătălia de la Bovianum - Consulii romani M. Fulvius și L. Postumius înfrâng decisiv pe samniți și astfel se încheie Al Doilea Război Samnit.

## Secolul al III-lea î.Hr.
- 298 î.Hr. - Bătălia de la Camerinum - Samniții îi înfrâng pe romanii de sub comanda lui Lucius Cornelius Scipio Barbatus în prima bătălie a celui de-al treilea război cu samniții.
- 297 î.Hr. - Bătălia de la Tifernum - Romanii sub comanda lui Quintus Fabius Maximus și Lucius Cornelius Scipio Barbatus înfrâng armata samnită condusă de Gellius Statius.
- 295 î.Hr. - Bătălia de la Sentinum - Romanii sub comanda lui Fabius Rullianus și Publius Decimus Mus înfrâng pe samniți și pe aliații lor etrusci și gali, forțând pe etrusci, gali și umbriani să ceară pace.
- 293 î.Hr. - Bătălia de la Aquilonia - Romanii înfrâng decisiv pe samniți.
- 285 î.Hr. - Bătălia de la Arretium - O armată romană sub comanda lui Lucius Caecilius este distrusă de gali.
- 283 î.Hr. - Bătălia de la Lake Vadimo - O armată romană sub comanda lui P. Cornelius Dolabella îi înfrânge pe etrusci și pe gali.
- 282 î.Hr. - Bătălia de la Populonia - Rezistența etruscă împotriva dominației romane în Italia este distrusă definitiv.
- 280 î.Hr. - Bătălia de la Heraclea - Prima confruntare între romani și greci, ultimii conduși de Pyrrhus din Epirus, care este victorios, dar cu pierderi mari.
- 279 î.Hr. - Bătălia de la Asculum - Pyrrhus îi înfrânge din nou pe romani, dar încă o dată suferă pierderi mari. De aici provine expresia victorie a la Pyrrhus.
- 275 î.Hr. - Bătălia de la Beneventum - Confruntare nedecisă între Pyrrhus și romanii de sub comanda lui Manius Curius.
- 261 î.Hr. - Bătălia de la Agrigentum - Forțele cartagineze sub comanda lui Hannibal Gisco și Hanno sunt învinse de romani, care obțin un control aproape total asupra Siciliei.

- 260 î.Hr. –
  - Bătălia de la Insulele Lipari - Forțe navale romane sunt învinse de către cartaginezi.
  - Bătălia de la Mylae - O flotă romană sub comanda lui C. Duillius înfrânge flota cartagineză, oferind Romei controlul în vestul Mediteranei.
- 258 î.Hr. - Bătălia de la Sulci - Victorie minoră romană împotriva flotei cartagineze lângă Sardinia.
- 257 î.Hr. - Bătălia de la Tyndaris - Victorie navală romană contra Cartaginei în apele Siciliei.
- 256 î.Hr. -
  - Bătălia de la Cape Ecnomus - O flota cartagineză sub comanda lui Hamilcar și Hanno este învinsă în încercarea sa de a opri o invazie romană asupra Africii de către Marcus Atilius Regulus.
  - Bătălia de la Adys - Romanii sub comanda lui Regulus îi înving pe cartaginezi în Africa de Nord.
- 255 î.Hr. - Bătălia de la Tunis - Cartaginezii sub comanda lui Xanthippus, un mercenar grec, îi înving pe romanii de sub comanda lui Regulus, care este capturat.
- 251 î.Hr. - Bătălia de la Panormus - Forțe cartagineze sub comanda lui Hasdrubal sunt învinse de către romanii sub comanda lui L. Caecilius Metellus.
- 249 î.Hr. - Bătălia de la Drepana - Cartaginezii, sub comanda lui Adherbal, înfrâng o flotă a amiralului roman Publius Claudius Pulcher.
- 242 î.Hr. - Bătălia de la insulele Aegates - Victorie romană maritimă contra Cartaginei, care încheie Primul Război Punic.
- 225 î.Hr. - Bătălia de la Faesulae - Romanii sunt învinși de către gali în nordul Italiei.
- 224 î.Hr. - Bătălia de la Telamon - Romanii sub comanda lui Aemilius Papus și Gaius Atilius Regulus înfrâng pe gali.
- 222 î.Hr. - Bătălia de la Clastidium - Romanii sub comanda lui Marcus Claudius Marcellus înfrâng pe gali.
- 218 î.Hr. -
  - Vara - Bătălia de la Lilybaeum - Primul conflict naval între forțele navale din Cartagina și Roma în timpul celui de-al Doilea Război Punic.
  - Toamna - Bătălia de la Cissa - Romanii îi înfrâng pe cartaginezi lângă Tarraco și obțin controlul teritoriului din nordul râului Ebru (Spania).
  - Noiembrie - Bătălia de la Ticinus - Hannibal îi înfrânge pe romanii de sub comanda lui Publius Cornelius Scipio într-o luptă de cavalerie.
  - 18 decembrie - Bătălia de la Trebia - Hannibal îi înfrânge pe romanii de sub comanda lui Tiberius Sempronius Longus într-o ambuscadă.
- 217 î.Hr.
  - Primăvara - Bătălia de la Ebro River - Într-un atac surpriză, romanii înfrâng și capturează o flotă cartagineză în Hispania.
  - 24 iunie - Bătălia de la Lacul Trasimene - Într-o altă ambuscadă, Hannibal distruge armata romană condusă de Gaius Flaminius, care este ucis.
  - Vara - Bătălia de la Ager Falernus -  Hannibal scapă din capcana lui Fabius întinsă într-o mică încăierare.
- 216 î.Hr. -
  - 2 august - Bătălia de la Cannae - Hannibal distruge principala armată romană condusă de Lucius Aemilius Paulus și Publius Terentius Varro în ceea ce este considerat a fi una dintre capodoperele artei tactice.
  - Prima bătălie de la Nola - Generalul roman Marcus Claudius Marcellus respinge un atac al forțelor lui Hannibal.
- 215 î.Hr. - A Doua Bătălie de la Nola - Marcellus respinge din nou un atac al lui Hannibal.
- 214 î.Hr. - A Treia Bătălie de la Nola - Marcellus dă o bătălie neconcludentă cu Hannibal.
- 212 î.Hr. -
  - Prima bătălie de la Capua - Hannibal îi înfrânge pe consulii Q. Fulvius Flaccus și Appius Claudius, dar armata romană reușește să se retragă în ordine.
  - Bătălia de la Silarus - Hannibal distruge armata praetorului roman M. Centenius Penula.
  - Bătălia de la Herdonia - Hannibal  distruge armata praetorului roman Gnaeus Fulvius.
- 211 î.Hr. -
  - Bătălia din Baetica Superioară - Publius și Gnaeus Cornelius Scipio sunt uciși în bătălia cu cartaginezii de sub comanda fratelui lui Hannibal, Hasdrubal Barca.
  - A Doua bătălie de la Capua - Hannibal nu reușește să oprească asediul roman al orașului.
- 210 î.Hr. -
  - A Doua Bătălia de la Herdonia - Hannibal distruge armată romană condusă de Fulvius Centumalus, care este ucis.
  - Bătălia de la Numistro - Hannibal îl înfrânge pe Marcellus încă o dată.
- 209 î.Hr. -
  - Bătălia de la Asculum - Hannibal îl înfrânge încă o dată pe Marcellus, într-o bătălie nedecisivă.
  - Prima Bătălie de la Lamia - Romanii sunt învinși de Filip al V-lea al Macedoniei.
  - A Doua Bătălie de la Lamia - Romanii sunt învinși de Filip al V-lea încă o dată.
- 208 î.Hr. - Bătălia de la Baecula - Romanii din Hispania (Iberia), sub comanda lui P. Cornelius Scipio cel Tânăr, îl înfrâng pe Hasdrubal Barca.
- 207 î.Hr. -
  - Bătălia de la Grumentum - Generalul roman Gaius Claudius Nero duce o luptă nedecisivă cu Hannibal, apoi scapă spre nord, pentru a se confrunta cu fratele lui Hannibal, Hasdrubal Barca, care invadase Italia.
  - Bătălia de la the Metaurus - Hasdrubal este învins și ucis de armata lui Gaius Claudius Nero.
  - Bătălia de la Carmona - Romanii sub comanda lui Publius Cornelius Scipio iau cu asalt orașul Carmona și îl cuceresc din mâinile lui Hasdrubal Gisco.
- 206 î.Hr. - Bătălia de la Ilipa - Scipio înfrânge definitiv restul forțelor cartagineze din Hispania.
- 204 î.Hr. - Bătălia de la Crotona - Hannibal poartă o nouă bătălie nedecisă cu generalul roman Sempronius în sudul Italiei.
- 203 î.Hr. - Bătălia de la Bagbrades - Romanii sub comanda lui Scipio înfrâng armata cartagineză condusă de Hasdrubal Gisco Syphax; Hannibal este chemat să revină în Africa.
- 202 î.Hr., 19 octombrie - Bătălia de la Zama - Scipio Africanus Major înfrânge decisiv pe Hannibal în Africa de nord, punând capăt celui de Al Doilea Război Punic.
- 200 î.Hr. - Bătălia de la Cremona - Forțele romane înfrâng pe galii din Gallia cisalpină.

## Secolul al II-lea î.Hr.
- 198 î.Hr. - Bătălia de la Aous - Forțe Romane sub comanda lui Titus Quinctius Flamininus înfrâng pe macedonenii de sub comanda regelui Filip V.
- 197 î.Hr. - Bătălia de la Cynoscephalae - Romanii sub comanda lui Flamininus îl înfrâng decisiv pe regele Filip în Tesalia.
- 194 î.Hr. -
  - Bătălia de la Placentia - Victorie romană asupra triburilor galice ale boiilor.
  - Bătălia de la Gythium - Cu sprijin venit din partea trupelor romane, conducătorul Ligii aheene Philopoemen îi înfrânge pe Spartanii de sub comanda lui Nabis.
- 193 î.Hr. - Bătălia de la Mutina - Victorie romană asupra boiilor, care pune capăt definitiv amenințării din partea acestora.
- 191 î.Hr. - Bătălia de la Termopile - Romanii sub comanda lui Manius Acilius Glabrio înfrâng pe Antioh al III-lea, conducătorul Imperiului seleucid, și îl forțează să evacueze Grecia.
- 190 î.Hr. -
  - Bătălia de la Eurymedon - Forțele romane de sub comanda lui Lucius Aemilius Regillus înfrâng o flotă seleucidă comandată de Hanibal, care participă la ultima sa bătălie.
  - Bătălia de la Myonessus - O altă flotă seleucidă este înfrântă de către romani.
  - Decembrie, Bătălia de la Magnesia - În apropiere de Smyrna, romanii sub comanda lui Lucius Cornelius Scipio și fratele său Scipio Africanus Major înfrâng pe Antiohie cel Mare în bătălia decisivă a acestui război.
- 189 î.Hr. -
  - Bătălia de la Muntele Olympus - Romanii sub comanda lui Gnaeus Manlius Vulso, aliați cu Attalus II al Pergamului administrează galilor o severă înfrângere.
  - Bătălia de la Ancyra - Gnaeus Manlius Vulso și Attalus II înfrâng pe galii din Galatia încă o dată.
- 181 î.Hr. - Bătălia de la pasul Manlian - Romanii sub comanda lui Fulvius Flaccus înfrânge o armată a celtiberilor.
- 171 î.Hr. - Bătălia de la Callicinus - Perseus of Macedon înfrânge armata romană de sub conducerea lui Publius Licinius Crassus.
- 168 î.Hr., 22 iunie - Bătălia de la Pydna - Romanii sub comanda lui Lucius Aemilius Paullus Macedonicus înfrâng și capturează pe regele Macedoniei, Perseus, punând capăt celui de al treilea război macedonean.
- 148 î.Hr. - A Doua Bătălie de la Pydna - Forțele pretendentului macedonean Andriscus sunt învinse de romanii sub comanda lui Quintus Caecilius Metellus Macedonicus, în confruntarea decisivă a celui de al patrulea război macedonean.
- 146 î.Hr. -
  - Bătălia de la Cartagina - Scipio Africanus Minor capturează și distruge Cartagina, încheind cel de al treilea război punic.
  - Bătălia de la Corint - Romanii sub comanda lui Lucius Mummius înfrâng forțele Ligii aheene comandate de Critolaus, care este ucis. Corintul este distrus, iar Grecia trece sub stăpânirea directă a romanilor.
- 109 î.Hr. - Bătălia de la râul Ron - Forța romană de sub comanda lui Marcus Junius Silanus este înfrântă de către tribul helveților.
- 108 î.Hr. - Bătălia de la Muthul - Forțele romane de sub comanda lui Caecilius Metellus încheie nedecis confruntarea cu cele ale regelui Jugurtha al Numidiei.
- 107 î.Hr. - Bătălia de lângă Burdigala - Forțele romane de sub comanda lui Lucius Cassius Longinus sunt învinse de către helveți.
- 105 î.Hr., 6 octombrie - Bătălia de la Arausio - Neamul germanic al cimbrilor provoacă o mare înfrângere armatei romane a lui Gnaeus Mallius Maximus.
- 102 î.Hr. - Bătălia de la Aquae Sextiae (astăzi, Aix-en-Provence)- Romanii sub comanda lui Gaius Marius înfrâng pe teutoni.
- 101 î.Hr. - Bătălia de la Vercellae - Romanii sub comanda lui Gaius Marius înfrâng pe cimbri, care sunt anihilați.

## Secolul I î.Hr.
- 89 î.Hr. -
  - Bătălia de lângă Lacul Fucino - Forțele romane sub comanda lui Lucius Porcius Cato sunt învinse de rebeli italieni în timpul Războiului Social.
  - Bătălia de la Asculum - Armata romană a lui C. Pompeius Strabo înfrânge decisiv pe rebelii din Războiul Social.
- 88 î.Hr. - 
  - Bătălia de pe râul Amnias (parte a războaielor mitridatice, victorie a regatului Pontus
  - Bătălia de la Muntele Scorobas, victorie a regatului Pontus

- 86 î.Hr.
  - Bătălia de la Chaeronea - Forțele romane ale lui Lucius Cornelius Sulla înfrâng pe cele ale regelui Pontului, conduse de Archelaus, în cadrul primului război mitridatic.
  - Bătălia de la Tenedos, victorie romană împotriva regatului Pontus
- 85 î.Hr. - Bătălia de la Orchomenus - Sulla îl înfrânge din nou și categoric pe Archelaus.
- 83 î.Hr. - Bătălia de la muntele Tifata - Sulla înfrânge forțele popularilor lui Caius Norbanus in primul război civil.
- 82 î.Hr. - Bătălia de la poartea Colline - Sulla îi înfrânge pe samniți, aliați ai partidului popular din Roma.
- 80 î.Hr. - Bătălia de la râul Baetis - Forțele rebele de sub comanda lui Quintus Sertorius înfrâng pe cele romane loialiste ale lui Lucius Fulfidias în Hispania.
- 74 î.Hr. - Bătălia de la Cyzic - Forțele romane de sub comanda lui Lucius Lucullus înfrâng trupele regelui Mithridates VI al Pontului.
- 72 î.Hr. - Bătălia de la Cabira - Lucullus înfrânge din nou pe Mithridates, ocupând Pontul.
- 72 î.Hr. - Bătălia de la Picenum - Sclavii revoltați, conduși de Spartacus, înfrâng o armată romană condusă de Gellius Publicola și Gnaeus Cornelius Lentulus Clodianus.
- 72 î.Hr. - Bătălia de la Mutina - Sclavii lui Spartacus înfrâng o altă armată a romanilor.
- 71 î.Hr. - Bătălia din Campania - O nouă victorie a sclavilor lui Spartacus.
- 71 î.Hr. - Bătălia din Campania II - O armată romană sub comanda lui Marcus Crassus înfrânge armata de sclavi a lui Spartacus.
- 71 î.Hr. - Bătălia de la râul Silarus - Marcus Crassus îl înfrânge din nou pe Spartacus.
- 69 î.Hr. - Bătălia de la Tigranocerta - Lucullus înfrânge armata regelui Tigranes al II-lea al Armeniei, venit în sprijinul socrului său, Mithridates al VI-lea al Pontului.
- 68 î.Hr. - Bătălia de la Artaxata - Lucullus înfrânge din nou pe Tigranes.
- 66 î.Hr. - Bătălia de la Lycus - Cneus Pompeius Magnus îl înfrânge decisiv pe Mithridates al VI-lea, încheind al treilea război mitridatic.
- 62 î.Hr., ianuarie - Bătălia de la Pistoria - Forțele conspiratorului Catilina sunt învinse de armatele loialiste ale lui Gaius Antonius.
- 58 î.Hr. -
  - Iunie - Bătălia de la Arar (Saône) - Caesar îi înfrânge pe helveții nomazi.
  - Iulie - Bătălia de la Bibractus - Caesar îi înfrânge din nou pe helveți, de această dată decisiv.
  - Septembrie - Caesar obține o victorie decisivă asupra căpeteniei germanice Ariovistus, lângă actualul Belfort.
- 57 î.Hr. -
  - Bătălia de la Axona (Aisne) - Caesar înfrânge forțele triburilir belgilor de sub comanda regelui Galba.
  - Bătălia de la the Sabis (Sambre) - Caesar îi înfrânge pe the nervi.
- 53 î.Hr. - Bătălia de la Carrhae - Triumvirul Marcus Licinius Crassus este înfrânt categoric și ucis în luptă de către parți.
- 52 î.Hr. - Bătălia de la Alesia - Caesar îl înfrânge pe rebelul gal Vercingetorix, desăvârșind cucerirea romană a Galliei.
- 49 î.Hr. -
  - Iunie - Bătălia de la Ilerda - Armate lui Caesar încercuiesc trupele fidele ale lui Cneus Pompeius Magnus și le silește să se predea.
  - 24 august - Bătălia de la râul Bagradas - Trupe ale lui Caesar, conduse de generalul Gaius Curio sunt înfrânte în nordul Africii de către trupele fidele lui Cneus Pompeius Magnus, comandate de către Attius Varus și sprijinite de regele Juba I al Numidiei. Generalul Curio se sinucide.
- 48 î.Hr. -
  - 10 iulie - Bătălia de la Dyrrhachium - Caesar cu greutate evită o înfrângere catastrofală din partea trupelor fidele lui Cneus Pompeius Magnus aflate în Macedonia.
  - 9 august - Bătălia de la Pharsalus - Victorie decisivă a lui Caesar asupra lui Cneus Pompeius Magnus, care se refugiază în Egipt.
- 47 î.Hr. -
  - Februarie - Bătălia de pe Nil - Caesar înfrânge forțele regelui Ptolemeu al XIII-lea al Egiptului.
  - Mai - Bătălia de la Zela - Caesar înfrânge trupele lui Pharnaces II, suveranul Pontului. Cu această ocazie, învingătorul a pronunțat celebra frază Veni, vidi, vici.
- 46 î.Hr. -
  - 4 ianuarie - Bătălia de la Ruspina - Caesar pierde circa o treime din trupele sale în confruntarea cu armate lui Titus Labienus.
  - 6 februarie - Bătălia de la Thapsus - Caesar înfrânge trupele fidele lui Cneus Pompeius Magnus din Africa de nord, conduse de Metellus Scipio.
- 45 î.Hr. 17 martie - Bătălia de la Munda - Ultima victorie a lui Caesar, înregistrată asupra trupelor pompeiene din Spania, comandate de Titus Labienus și Gnaeus Pompey cel Tânăr. Labienus este ucis în luptă, iar Pompei cel Tânăr este capturat și executat.
- 43 î.Hr. -
  - 14 aprilie - Bătălia de la Forum Gallorum - Marcus Antonius, pe când îl asedia pe Decimus Brutus în Mutina, înfrânge forțele consulului Pansa, care este ucis.
  - 21 aprilie - Bătălia de la Mutina II - Marcus Antonius este înfrânt de către consulul Hirtius, care însă este ucis.
- 42 î.Hr. -
  - 3 octombrie - Prima bătălie de la Filippi - Triumvirii Marcus Antonius și Octavian obțin o victorie decisivă asupra lui Marcus Brutus și Cassius. Deși Brutus înfrânge trupele lui Octavian, Antoniu îl zdrobește pe Cassius, care se sinucide la sfârșitul luptei.
  - 23 octombrie - A doua bătălie de la Filippi - Armata lui Marcus Brutus este înfrântă definitiv de către Marcus Antonius și Octavian. Brutus reușește să scape, dar se sinucide puțin mai târziu.
- 41 î.Hr. - Bătălia de la Perugia - Lucius Antonius, fratele lui Marcus Antonius, este înfrânt de către Octavian.
- 36 î.Hr. - Bătălia de la Naulochus - Flota lui Octavian, sub comanda lui Marcus Vipsanius Agrippa înfrânge forțele rebelului Sextus Pompeius.
- 31 î.Hr., 2 septembrie - Bătălia de la Actium - Victorie zdrobitoare a lui Octavian asupra lui Marcus Antonius și a Cleopatrei într-o luptă navală pe coastele Greciei.
- 11 î.Hr. - Bătălia de pe râul Lupia - Forțele romane de sub comanda fiului vitreg al lui Augustus, Drusus obțin o victorie în Germania.

## Secolul IAD
- 9, Septembrie - Bătălia din Pădurea Teutoburgică - Căpetenia germană Arminius anihliează trei legiuni romane de sub comanda generalului Publius Quinctilius Varus; este considerată ca una dintre cele mai mari înfrângeri din istoria militară romană.
- 16 - Bătălia de la râul Weser - Legiunile de sub comanda lui Germanicus înfrâng triburile germane ale lui Arminius.
- 43 - Bătălia de la Medway - Claudius și generalul Aulus Plautius înfrâng o confederație a triburilor celtice. Momentul marchează începutul invaziei romane asupra Britanniei.
- 49 - Asediul asupra Uspe - Auxiliarii romani de sub comanda lui Julius Aquila și a regelui Cotys asediază trupele rebele ale lui Siraces și Mithridates.
- 50 - Bătălia de la Caer Caradoc - Căpeteneia bretonă Caratacus este înfrântă și capturată de către romanii de sub comanda lui Ostorius Scapula.
- 58 - Jefuirea Artaxatei de către Gnaeus Domitius Corbulo, în cadrul războiului dintre romani și parți pentru stăpânirea asupra Armeniei.
- 59 - Gnaeus Domitius Corbulo capturează Tigranocerta.
- 60 - Bătălia de la Camulodunum - Regina Boudica a Britanniei începe răscoala antiromană prin capturarea și jefuirea Camulodunum (astăzi, Colchester), după care se deplasează către Londinium (Londra).
- 61 - Bătălia de la Watling Street - Regina bretonă Boudica este înfrântă de către Suetonius Paullinus.
- 62 - Bătălia de la Rhandeia - Romanii, sub comanda lui Lucius Caesennius Paetus, sunt învinși de o armată a parților și armenilor de sub comanda regelui part Tiridates.
- 66 - Bătălia de la Beth Horon - Forțele iudeilor conduse de Eleazar ben Simon înfrâng o forță expediționară romană Cestius Gallus, guvernator al Siriei.
- 69 -
  - Iarna - Bătălia de la Forum Julii - Forțele fidele împăratului Otto înfrâng un mic grup de auxiliari partizani ai lui Vitellius în Gallia Narbonensis.
  - 14 aprilie - Bătălia de la Bedriacum - Vitellius, comandant al trupelor de pe Rin, înfrânge pe împăratul Otto și ocupă tronul imperial.
  - 24 octombrie - A Doua Bătălie de la Bedriacum - Trupele de sub comanda lui Antonius Primus, comandant al legiunilor de la Dunăre, loial pretendentului Vespasian, înfrâng forțele împăratului Vitellius.
- 84 - Bătălia de la Mons Graupius - Romanii sub comanda lui Gnaeus Julius Agricola înfrâng pe caledonieni.
- 87-88 - Prima Bătălie de la Tapae
  - 87 - Regele Decebal al dacilor zdrobește armata romană la Tapae (astăzi în Transilvania; generalul Cornelius Fuscus piere în bătălie la fel si legiunea a V Alaudaie este nimicită iar stidardul legiun este luat de catre Dacii.
  - 88 - Romanii, conduși de generalul Tettius Iulianus, revin și obțin o victorie asupra dacilor pe același câmp de luptă, dar ofensiva romană este oprită și un tratat de pace este încheiat între cele două părți.

## Secolul al II-lea
- 101 - A Doua Bătălie de la Tapae - Împăratul Traian îl înfrânge pe Decebal, dar cu pierderi grele.
- 102 - Bătălia de la Adamclisi - Forțele romane conduse de împăratul Traian anihilează o armată daco-roxolano-sarmată, cu pierderi grele de partea romană.
- 106 - Bătălia de la Sarmisegetuza - Armata romană condusă de împăratul Traian cucerește și distruge capitala dacilor, Sarmisegetuza. Cea mai mare parte din Dacia este anexată Imperiului roman.
- 170 - Bătălia de la Carnuntum - Regele Ballomar al marcomanilor înfrânge o armată romană și invadează Italia.
- 179 sau 180 - Bătălia de la Laugaricio - Marcus Valerius Maximianus îi înfrânge pe quazi, în teritoriul de astăzi al Slovaciei.
- 180 - Prefectul pretoriului Teratenius Paternus îi înfrânge pe the quazi .
- 193 -
  - Bătălia de la Cyzicus - Septimius Severus, noul împărat, înfrânge pe rivalul său din răsărit, Pescennius Niger.
  - Bătălia de la Niceea - Septimius Severus obține o nouă victorie asupra lui Pescennius Niger.
- 194 - Bătălia de la Issus - Victoria finală a lui Septimius Severus asupra lui Pescennius Niger.
- 197, 17 februarie - Bătălia de la Lugdunum - Împăratul Septimius Severus îl înfrânge și ucide pe rivalul său Clodius Albinus, obținând controlul asupra întregului imperiu.

## Secolul al III-lea
- 217 - Bătălia de la Nisibis (217) - Încleștare sângeroasă între parți și armata romană aflată de sub comanda împăratului Macrinus.
- 218, 18 iunie - Bătălia de la Antioch - Pretendentul Varius Avitus îl înfrânge pe împăratul Macrinus.
- 238 - Bătălia de la Carthage (238) - Trupele loiale împăratului Maximin Tracul înfrâng și ucid pe Gordian al II-lea.
- 243 - Bătălia de la Resaena - Forțele romane de sub comanda lui Gordian al III-lea înfrâng pe perșii de sub comanda lui Shapur I.
- 250 - Bătălia de la Filippopolis - Rege Cuiva al goților înfrânge o armată romană.
- 251, 1 iulie - Bătălia de la Abrittus - Goții înfrâng și ucid pe împărații Decius și Herennius Etruscus.
- 259 - Bătălia de la Mediolanum - Împăratul Gallienus îi înfrânge decisiv pe alamanii care invadaseră Italia.
- 260 - Bătălia de la Edessa - Regele Shapur I al Persiei înfrânge și capturează pe împăratul roman Valerian I.
- 268 - Bătălia de la Naissus - Împăratul Gallienus și generalii săi Claudius și Aurelian înfrâng decisiv pe goți.
- 268 - Bătălia de la Lacul Benacus - Romanii, sub comanda împăratului Claudius al II-lea înfrâng pe alamani.
- 271 -
  - Bătălia de la Placentia - Împăratul Aurelian sunt învinși de forțele alamane care invadează Italia.
  - Bătălia de la Fano - Aurelian îi înfrânge pe alamani, care se retrag din Italia.
  - Bătălia de la Pavia (271) - Aurelian distruge armata alamanilor aflată în retragere.
- 272 -
  - Bătălia de la Immae - Aurelian înfrânge armata Zenobiei, regina Palmyrei.
  - Bătălia de la Emesa - Aurelian obține o victorie decisivă asupra Zenobiei.
- 274 - Bătălia de la Châlons (274) - Aurelian îl înfrânge pe usurpatorul Tetricus din Gallia, restabilind controlul central asupra întregului imperiu.
- 285 - Bătălia de la Margus - Uzurpatorul Dioclețian înfrânge armata împăratului Carinus, care este ucis.
- 296 - Bătălia de la Callinicum (296) - Romanii de sub comanda lui cezarului Galerius sunt învinși de către persanii de sub comanda lui Narseh.
- 298 -
  - Bătălia de la Lingones - Cezarul Constantius Chlorus îi înfrânge pe alamani.
  - Bătălia de la Vindonissa - Constantius Chlorus obține o nouă victoria asupra alamanilor.

## Secolul al IV-lea
- 312 -
  - Bătălia de la Turin - Împăratul Constantin cel Mare înfrânge forțele loiale lui Maxentius.
  - Bătălia de la Verona - Constantin cel Mare înfrâng din nou trupele lui Maxentius.
  - 28 octombrie - Bătălia de la Podul Milvius - Constantin cel Mare îl înfrânge pe Maxentius și ia controlul asupra Italiei.
- 313, 30 octombrie - Bătălia de la Tzirallum - În partea răsăriteană a Imperiului, forțele lui Licinius înfrâng pe Maximinus.
- 314, 8 octombrie - Bătălia de la Cibalae - Constantin cel Mare îl înfrânge pe Licinius.
- 316 - Bătălia de la Mardia - Constantin cel Mare îl înfrânge din nou pe Licinius, care este nevoit să cedeze Illyricum învingătorului.
- 324 -
  - 3 iulie - Bătălia de la Adrianopol - Constantin cel Mare îl înfrânge pe Licinius, care se refugiază în Byzantion.
  - iulie - Bătălia de la Hellespont - Flavius Julius Crispus, fiul lui Constantin cel Mare, înfrânge forțele navale ale lui Licinius.
  - 18 septembrie - Bătălia de la Chrysopolis - Victoria decisivă a lui Constantin cel Mare asupra lui Licinius, stabilindu-și controlul asupra întregului imperiu.
- 344 - Bătălia de la Singara - Împăratul Constanțiu al II-lea poartă o luptă încheiată nedecis cu regele Shapur al II-lea al Persiei. (dată aproximativă)
- 351 - Bătălia de la Mursa Major - Împăratul Constanțiu al II-lea îl înfrânge pe uzurpatorul Magnențiu.
- 353 - Bătălia de la Mons Seleucus - Definitiva înfrângere a lui Magnențiu de către Constanțiu al II-lea.
- 356 - Bătălia de la Reims - Cezarul Iulian este învins de alamani.
- 357 - Bătălia de la Strasbourg - Iulian respinge pe alamani din zona Rinului.
- 359 - Bătălia de la Amida - Sasanizii capturează orașul Amida de la romani.
- 363 - Bătălia de la Ctesiphon - Împăratul Iulian înfrânge pe regele Shapur al II-lea al Persiei lângă zidurile capitalei persane, dar nu reușește să ocupe orașul; moartea sa transformă retragerea romană într-un dezastru.
- 366 - Bătălia de la Thyatira - Armata împăratului Valens înfrânge pe uzurpatorul Procopius.
- 367 - Bătălia de la Solicinium - Romanii sub comanda împăratului Valentinian I respinge o nouă incursiune alamană.
- 377 - Bătălia de la Sălcii - Trupele romane încheie o bătălie nedecisă împotriva goților.
- 378 -
  - Bătălia de la Argentovaria - Împărat de apus Gratianus iese încă o dată victorios asupra alamanilor.
  - 9 august - Bătălia de la Adrianopol - Thervingii de sub comanda lui Fritigern înfrâng și ucid pe împăratul de răsărit Valens.
- 380 - Bătălia de la Thessalonica - Noul împărat de răsărit, Theodosius I, este de asemenea înfrânt de către thervingii de sub comanda lui Fritigern.
- 388 - Bătălia de pe Sava - Împăratul Theodosius I îl înfrânge pe uzurpatorul Magnus Maximus.
- 394, 6 septembrie - Bătălia de la Frigidus - Theodosius I înfrânge și ucide pe uzurpatorul Eugenius, sprijinit de magister militum al francilor, Arbogast.

## Secolul al V-lea
- 402, 6 aprilie - Bătălia de la Pollentia - Generalul roman de origine vandală Stilicon zdrobește pe vizigoții de sub comanda regelui Alaric.
- 402, iunie - Bătălia de la Verona - Stilicon îl înfrânge din nou pe Alaric, care se retrăgea din Italia.
- 406, 31 decembrie - Bătălia de la Mainz - Desfășurată între "foederati" franci și o alianță constituită din vandali, suevi și alani.
- 410, 24 august - Prădarea Romei (410) - Vizigoții de sub comanda lui Alaric pradă Roma.
- 432 - Bătălia de la Ravenna - Bonifacius îl înfrânge pe rivalul său, generalul Flavius Aëtius, dar este rănit mortal în timpul luptei.
- 436 - Bătălia de la Narbonne - Flavius Aëtius îi înfrânge pe vizigoții de sub comanda regelui Theodoric I.
- 447 - Bătălia de la Utus - Romanii din Imperiul de răsărit reușesc cu greutate să respingă atacul hunilor lui Attila; bătălia se încheie nedecis.
- 451, iunie - Bătălia de la Châlons - Romanii de sub comanda generalului Flavius Aëtius, vizigoții conduși de regele Theodoric I și francii salieni resping atacul hunilor lui Attila. Theodoric e ucis în luptă.
- 455 - Prădarea Romei (455) de către Genseric, regele vandalilor.
- 486 - Bătălia de la Soissons - Regele Clovis I al francilor înfrânge pe Syagrius, ultimul comandant roman din Gallia, și anexează teritoriul stăpânit de acesta.
- 493 - Bătălia de la Mons Badonicus - Trupele romane și britone de sub comanda lui Ambrosius Aurelianus înfrâng decisiv pe invadatorii anglo-saxoni.

## Secolul al VI-lea
- 526 - 532 - Războiul iberic - Sassanizii (Imperiul persan) îi înfrâng pe bizantini (Imperiul roman de răsărit).
  - 530 - Bătălia de la Dara - Comandantul împăratului Iustinian I, generalul Belisarie, îi înfrânge pe perși.
  - 531 - Bătălia de la Callinicum - Persanul Azarethes îl înfrânge pe Belisarie.
- 533 -
  - 13 septembrie Bătălia de la Ad Decimum (sau "Bătălia de la Cartagina (533)") - Generalul Belisarie îi înfrânge pe vandali lângă Cartagina.
  - 15 decembrie Bătălia de la Tricamarum - Belisarius obține o nouă victorie asupra vandalilor.
- 546 - Prădarea Romei de către Totila, regele ostrogoților.
- 552 - Bătălia de la Taginae - Generalul Narses îl înlocuiește pe Belisarie la comandă și îi înfrânge pe ostrogoții de sub comanda regelui Totila.
- 553 - Bătălia de la Muntele Lactarius - Narses îi înfrânge pe ostrogoții de sub comanda lui Teia.
- 554, octombrie - Bătălia de la Volturnus - Generalul bizantin Narses îi înfrânge pe franci.
- 586 - Bătălia de la Solachon - Imperiul Bizantin înfrânge pe sasanizi.

## Războaiele bizantino-arabe
- 629 - Bătălia de la Mu'tah
- 630 - Bătălia de la Tabouk
- 634 - Bătălia de la Dathin
- 634 - Bătălia de la Firaz

- 634 - Bătălia de la Qarteen
- 634 - Bătălia de la Bosra
- 634 - Bătălia de la Ajnadayn
- 634 - Bătălia de la Marj-al-Rahit
- 635 - Bătălia de la Fahl
- 634 - Bătălia de la Damasc

- 634 - Bătălia de la Maraj-al-Debaj
- 634-635 - Asediul de la Emesa
- 636 - Bătălia de la Yarmouk
- 637 - Asediul Ierusalimului (637)
- 637 - Bătălia de la Hazir
- 637 - Asediul de la Aleppo

- 637 - Bătălia de la Podul de Fier
- 638 - Asediul de la Marash
- 640 - Bătălia de la Heliopolis
- 641 - Asediul Alexandriei (641)
- 646 - Bătălia de la Nikiou
- 655 - Bătălia de la Phoenix
- 674–678 - Asediul Constantinopolului (674–678)

- 692 - Bătălia de la Sebastopolis
- 698 - Bătălia de la Cartagina (698)
- 707-708 - Asediul de la Tyana
- 717–718 - Asediul Constantinopolului (717–718)
- 727 - Asediul de la Nicaea (727)
- 740 - Bătălia de la Akroinon

- 804/805 - Bătălia de la Krasos
- 22 iulie 838 - Bătălia de la Anzen
- august 838 - Prădarea Amoriumului de către arabi
- 22 mai 853 - Prădarea Damiettei de către bizantini
- 863 - Bătălia de la Lalakaon
- 872 sau 878 - Bătălia de la Bathys Ryax
- 904 - Prădarea Salonicului (904)
- Campaniile lui Ioan Curcuas (general bizantin)
- Campaniile lui Sayf al-Daula
- Campaniile lui Nicefor al II-lea Focas
- Campaniile lui Ioan I Tzimiskes
- Campaniile lui Vasile al II-lea
- Campaniile lui George Maniaces în Sicilia
- 1169 - Bătălia de la Damietta, forțele bizantine și cruciate pierd lupta cu Califatul Fatimid